# St. Michael (Altenstadt)

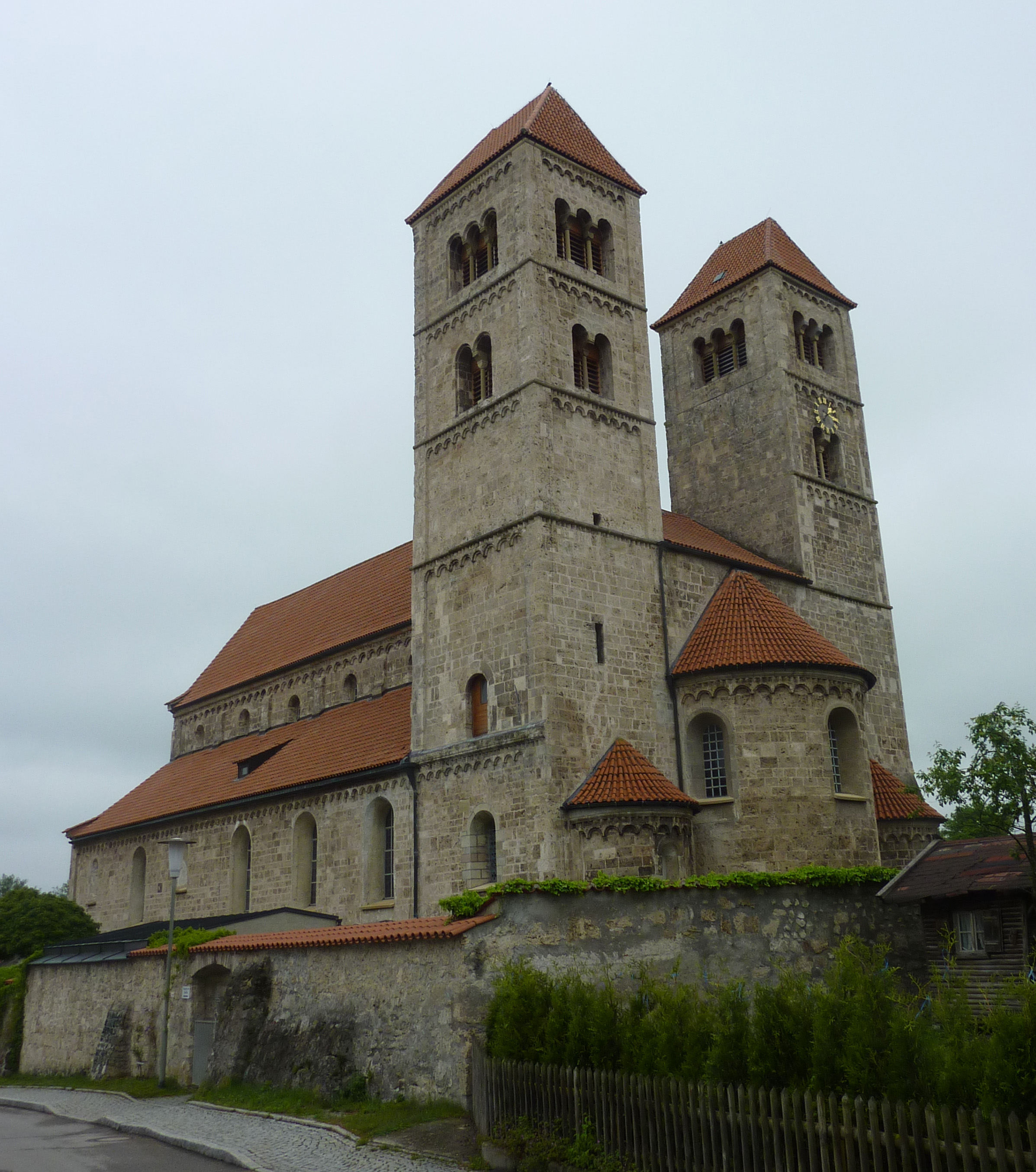
Ansicht von Südosten

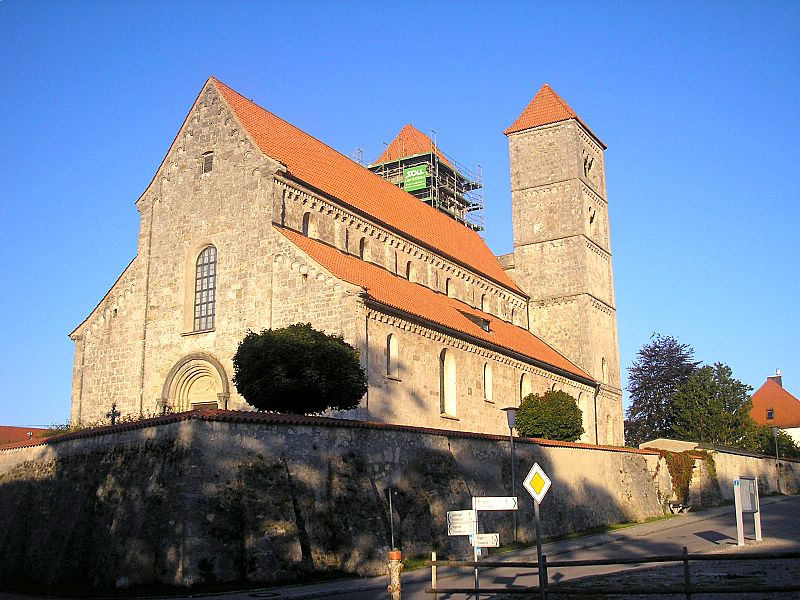
Gesamtansicht von Südwesten

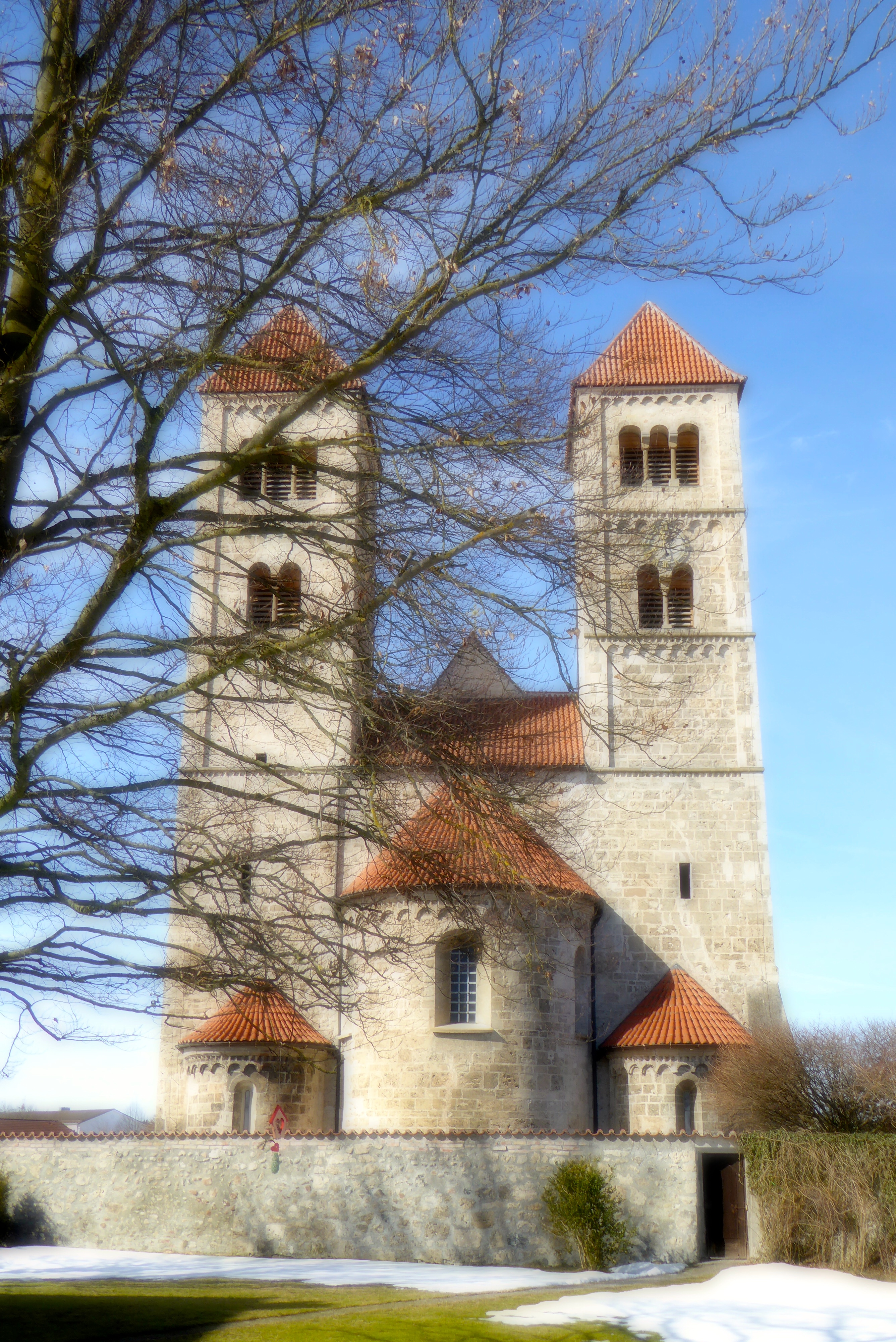
Gesamtansicht von Osten

Die Basilika St. Michael entstand zwischen 1180 und 1220 als Pfarrkirche der später Altenstadt genannten Ursiedlung von Schongau in Oberbayern. Der spätromanische Tuffsteinbau ist nahezu vollständig in seiner hochmittelalterlichen Gestalt erhalten oder wiederhergestellt.

## Geschichte
Altenstadt, das alte Schongau, war im Hochmittelalter militärische Raststation und Stapel- und Umschlagplatz für die Kaufleute auf ihrem Weg von Augsburg nach Tirol und Italien. Die wohlhabende Bürgerschaft entschloss sich deshalb am Ende des 12. Jahrhunderts zu einem großzügigen Neubau ihrer Pfarrkirche. Es haben sich keinerlei urkundliche Dokumente zum Bauablauf erhalten. Einige Holzbalkenreste konnten dendrochronologisch zwischen 1165 und 1177 datiert werden.
Die schlichte, monumentale Architektur der querschiffslosen Basilika verweist auf direkte Vorbilder in Oberitalien. Der Neubau dürfte von einer oberitalienisch-lombardischen Wanderbauhütte ausgeführt worden sein, zumindest waren dem Baumeister die italienischen Vorbilder wohl vertraut (etwa San Savino in Piacenza). Altenstadt zeigt zudem deutliche Ähnlichkeiten zur Basilika St. Peter im niederbayerischen Straubing. Beide Kirchen unterstanden dem Bischof von Augsburg.
Als die Siedlung im frühen 13. Jahrhundert auf den Umlaufberg des Lechs verlegt wurde, verlor Alt-Schongau an Bedeutung. Die Kirche diente weiterhin als Pfarrkirche für die nun überwiegend bäuerlichen Bewohner der „alten Stadt“ Schongau. Schon aus finanziellen Gründen unterblieben größere Umbauten. Auch der Barock, der sonst die Sakralbauten des „Pfaffenwinkels“ mit seinen reichen Dekorationsformen überzogen hat, blieb hier fast ohne jeden Einfluss. 1717 gelangte jedoch der Altar der Wallfahrtskirche auf dem Hohenpeißenberg in die Basilika.
1671 stürzte der Nordturm teilweise ein. Ursprünglich wollte man den Glockenturm gänzlich abtragen, beauftragte aber zwei Jahre später den Wessobrunner Meister Hans Ganne(n)bacher mit dem Wiederaufbau in den alten Formen.
Der kunstsinnige König Ludwig I. beauftragte 1826 den Münchener Architekten Friedrich von Gärtner mit der Restaurierung. Gärtner schloss bei dieser Gelegenheit die Nebenapsiden und verwendete die Räume als Sakristei und Glockenhaus. Ende des 19. Jahrhunderts kamen noch einige neuromanische Ausstattungsstücke hinzu, etwa ein neuer Hochaltar, eine Kanzel und das Chorgestühl.
Die neuromanischen Veränderungen wurden bei der Restaurierung der Jahre 1961/63 wieder rückgängig gemacht und der Innenraum dem hochmittelalterlichen Zustand angenähert. Durch die Tieferlegung des Fußbodens sind heute auch die originalen Pfeilerbasen wieder sichtbar. Auch die Nebenapsiden öffnete man wieder. Als Ersatz wurde im Süden eine moderne Sakristei angebaut, deren Dachfläche sich aber nicht über die alte Kirchhofsmauer erhebt.
Am 9. Oktober 1965 unterschrieb und siegelte Papst Paul VI. die Urkunde, durch die die Basilika St. Michael in den Rang einer päpstlichen Basilica minor erhoben wurde. Die öffentliche Verkündung dieser Auszeichnung durch Bischof Josef Stimpfle erfolgte 1966.
1993/94 konnte St. Michael nochmals grundlegend saniert werden. Die Kuppelschalen der Apsiden wurden steinsichtig freigelegt, der Raum erhielt einen neuen Anstrich und einen neuen Fußboden. Der Altarraum wurde von Reinhold Grübl neu ausgestattet. 1998 kam die neue Orgel der Firma Link aus Giengen an der Brenz hinzu.

## Architektur

Grundriss der Basilika St. Michael

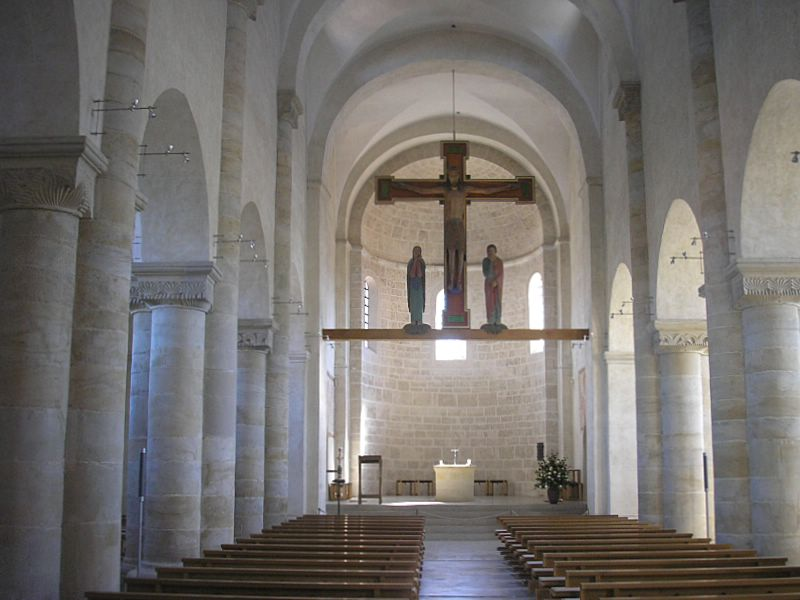
Innenansicht nach Osten

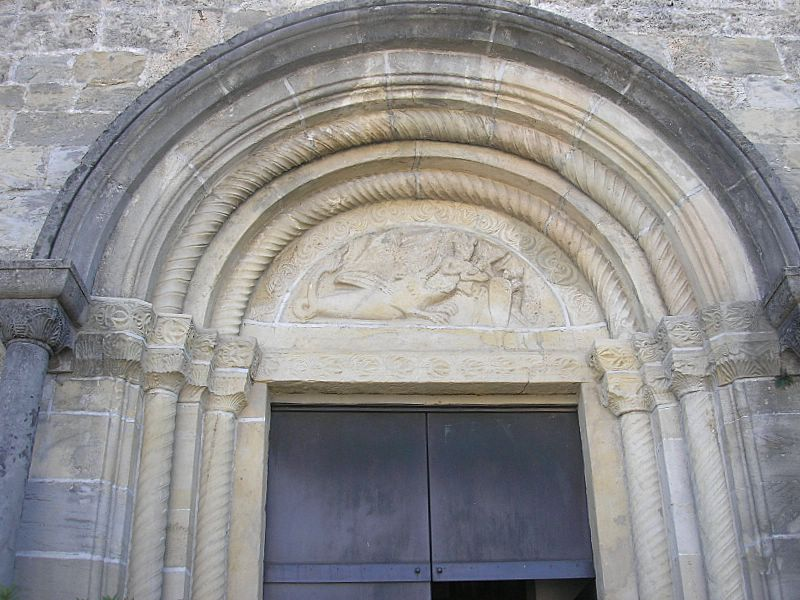
Westportal

Die Basilika ist der einzige durchgewölbte Sakralbau der Spätromanik in Bayern. Die Kirche ist ca. 40 m lang, 18,65 m breit, das Mittelschiff ist 13,2 m hoch und 6,7 m breit.
Der Außenbau ist klar gegliedert. Im Osten flankieren die beiden Türme (32 m) die Hauptapsis, die wiederum von den Nebenapsiden begleitet wird. Das regelmäßige Tuffsteinmauerwerk trägt keinen Verputz. Die zurückhaltende Architekturgliederung besteht aus Kranzgesimsen, Lisenen, dem „Deutschen Band“ und Rundbogenfriesen. Die Türme besitzen in den beiden Obergeschossen doppelte bzw. dreifache Schallöffnungen, die von Säulen gestützt werden. Das Langhaus und die Apsiden werden von Rundbogenfenstern belichtet.
Zwei Portale führen in das Innere. Das Westportal mit seinen Säulen und Bogenwülsten zeigt im Tympanon einen Krieger, der gegen einen Drachen kämpft. Man kann diese Darstellung als Kampf des Guten gegen das Böse interpretieren (1 Petr 5,8 ). Ähnliche Darstellungen finden sich auch an anderen Sakralbauten dieser Zeit. Außen sind zwei Säulen freigestellt, die ursprünglich auf zwei Löwen standen. Die Skulpturen wurden 1826 entfernt, einer der Löwen ist in Schongau in der Nische einer Kaufhausfassade erhalten.
Das Nordportal besitzt eine feine Blätterdekoration an den Kapitellen und am Türsturz. Das päpstliche Wappen im Tympanon erinnert an die Erhebung zur Basilica minor im Jahre 1966. Vor dem Portal stand bis 1910 ein romanisches Beinhaus (Karner).

## Innenraum
Seit der letzten Renovierung tragen die Wandflächen einen hellen Anstrich mit aufgemaltem Quadermuster. Die Pfeiler und Apsiden wurden hingegen steinsichtig belassen bzw. freigelegt.
Sechs wuchtige Pfeilerpaare trennen die Schiffe und tragen die rippenlosen Kreuzgewölbe, die von breiten Gurtbögen getrennt werden. Das östliche Langhausjoch dient als Altarraum und ist durch fünf Stufen abgesondert und erhöht. Die beiden Pfeiler des Altarraums, die die Last der Türme tragen, haben aus statischen Gründen einen kreuzförmigen Grundriss. Die anderen zehn Pfeiler haben einen Vierpassgrundriss: ihrem quadratischen Kern sind jeweils vier Halbrundsäulen vorgelegt. Die inneren Wülste setzen sich als Dienste zu den Gurtbögen fort, deren Kämpfer Fabeltiere und Masken zeigen. Die Kapitelle besitzen korinthisierende Dekorationen in Kerbschnitttechnik (stilisiertes Blattwerk Rosetten, Sterne), die „den antiken Kapitellaufbau missverstehen“ (Pörnbacher), das Raumbild jedoch dekorativ bereichern. Wohl aus perspektivischen Gründen stehen sich die Pfeilerpaare nicht exakt gegenüber.
Die Rundbogenfenster im Obergaden wurden 1583 zur Hälfte vermauert. Damals mussten die Dächer über den Seitenschiffen wegen der Schneelast in einem steileren Winkel neu aufgerichtet werden.

## Ausstattung

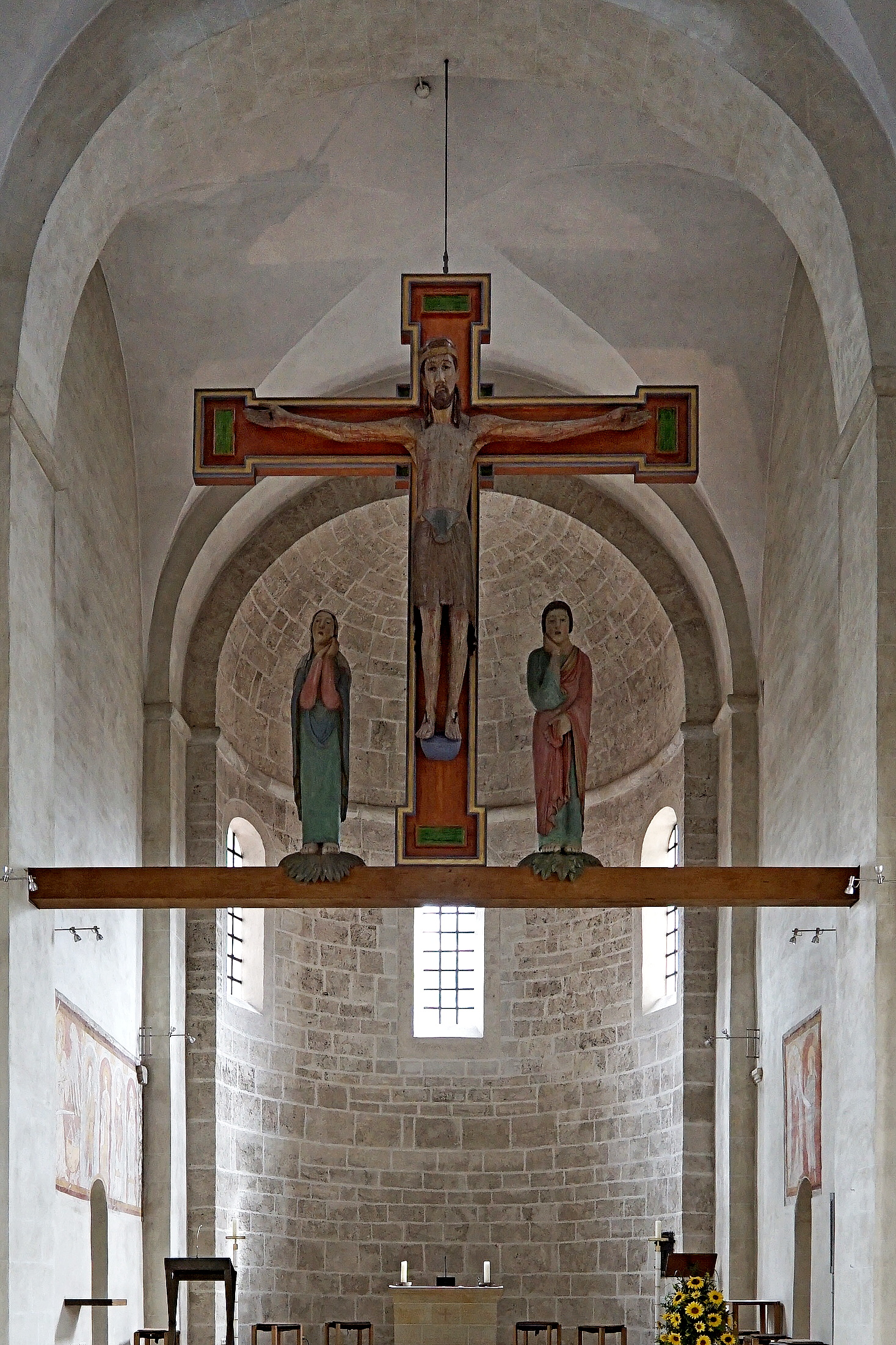
Blick in den Chor mit dem „Großen Gott von Altenstadt“

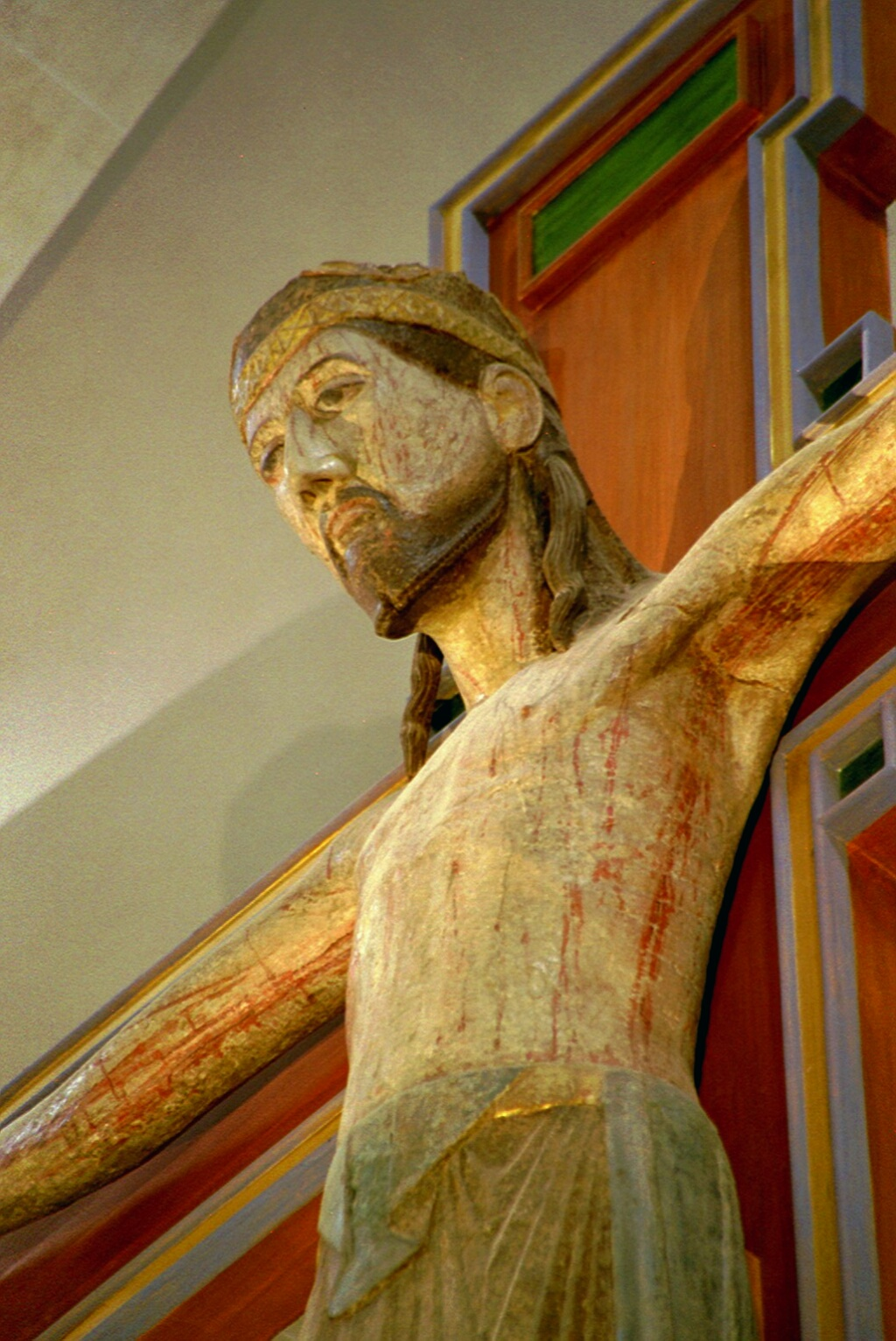
Detailaufnahme von dem „Großen Gott von Altenstadt“

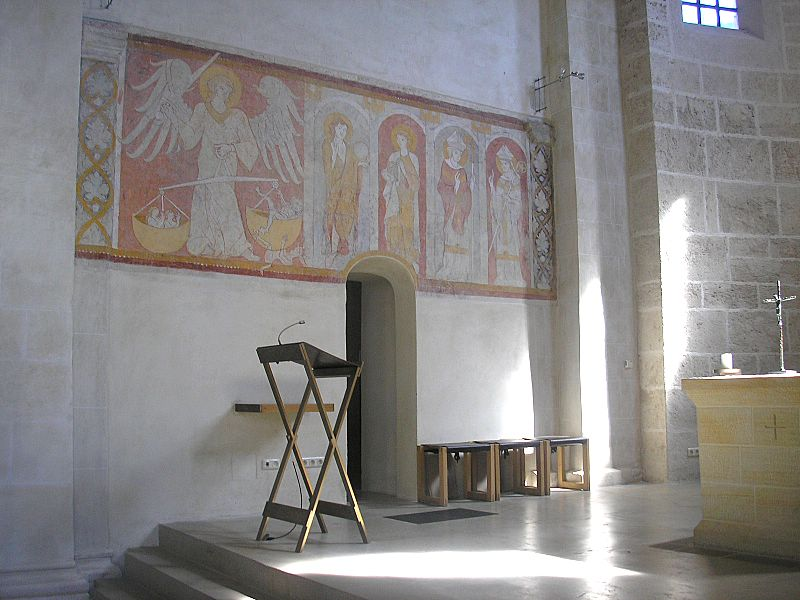
Frühgotisches Fresko im Chor

Das bekannteste und bedeutendste Kunstwerk der Basilika ist der Große Gott von Altenstadt. Der monumentale, 3,20 m hohe Gekreuzigte steht, flankiert von Maria und Johannes (Kopien, Originale im Bayerischen Nationalmuseum in München), auf dem modernen Lettnerbalken über dem Choreingang. Das Kunstwerk entstand am Anfang des 13. Jahrhunderts und lässt ebenfalls oberitalienische Einflüsse erkennen. Statt der Dornenkrone trägt der Erlöser einen Goldreif, ist also als Christkönig dargestellt.
Der Kreuzweg im südlichen Seitenschiff ist modern und wurde von Josef Henselmann aus München geschaffen. Hier ist auch der Grabstein für den Rottenbucher Propst Georg Siesmair (gestorben 1628) in die Wand eingelassen.
In der nördlichen Apsis hängt heute das ehemalige Chorbogenkruzifix aus der Mitte des 16. Jahrhunderts. Die südliche Apsis beherbergt eine Statue der Muttergottes (um 1330), die der Pfarrei als Leihgabe des Bayerischen Nationalmuseums überlassen wurde.

### Fresken
Im Chor und im Langhaus sind einige romanische und frühgotische Fresken erhalten bzw. freigelegt. Im rechten (südlichen) Seitenschiff sieht man über dem Taufstein die Kreuzigung, im Chor den Erzengel Michael als Seelenwäger und die Verkündigung. An der Innenseite der Westwand wurde 1994 beim Ausbau der alten Orgel eine acht Meter hohe Darstellung des heiligen Christophorus freigelegt (um 1200).

### Taufbecken

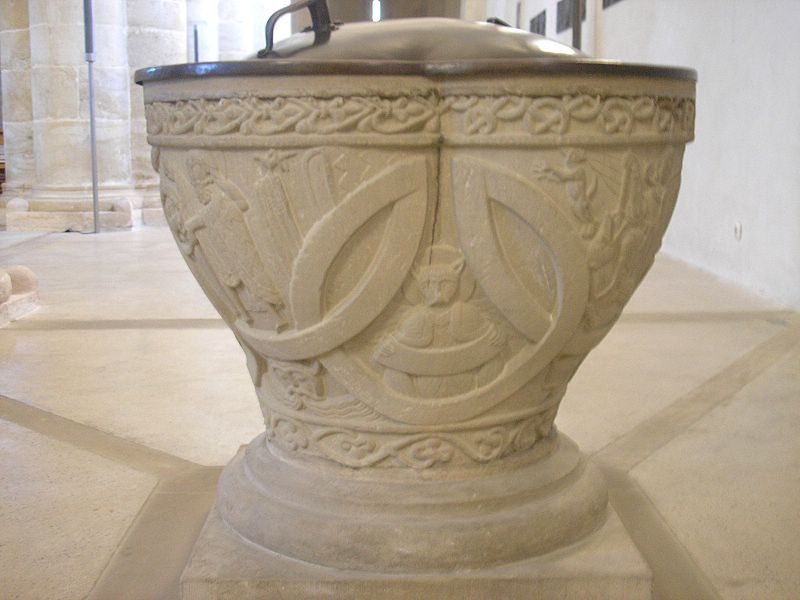
Romanisches Taufbecken

Aus der Bauzeit der Kirche hat sich auch das originale Taufbecken erhalten. Auf der kelchförmigen Schale sind der Erzengel Michael, die Madonna mit dem Kind, der heilige Johannes der Täufer und die Taufe Jesu als Reliefs ausgearbeitet.

### Orgel

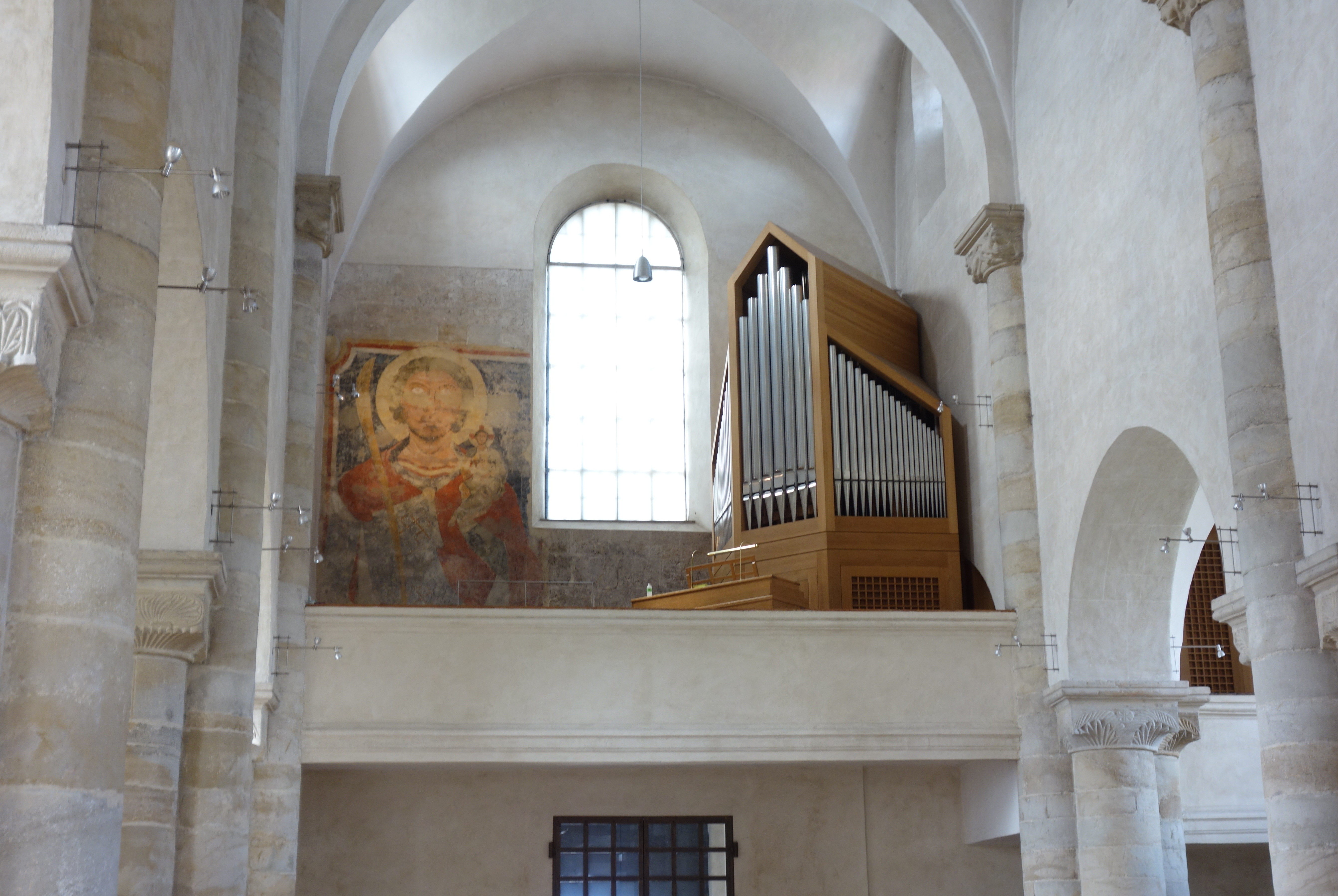
Orgelempore mit Fresken

Die Orgel wurde 1998 von Orgelbau Link als Opus 1057 gebaut. Sie hat 29 Register auf zwei Manualen und Pedal. Die Disposition lautet:
| I Hauptwerk    |       |
| Bourdon        | 16′   |
| Principal      | 8′    |
| Flöte          | 8′    |
| Viola di Gamba | 8′    |
| Bifaria        | 8′    |
| Octav          | 4′    |
| Holzflöte      | 4′    |
| Quinte         | 2 ⁄3′ |
| Superoctav     | 2′    |
| Mixtur IV      | 1 ⁄3′ |
| Cornett V      | 8′    |
| Trompete       | 8′    |

| II Unterpositiv |        |
| Bourdon         | 8′     |
| Salicional      | 8′     |
| Praestant       | 4′     |
| Rohrflöte       | 4′     |
| Nazard          | 2 ⁄3′  |
| Flageolet       | 2′     |
| Terz            | 1 3⁄5′ |
| Dulcian         | 8′     |
| Tremulant       |        |

| Pedal              |         |
| Principalbass      | 16′     |
| Subbass            | 16′     |
| Quintbass          | 10 2⁄3′ |
| Octavbass          | 8′      |
| Violoncello        | 8′      |
| Choralbass         | 4′      |
| Posaune            | 16′     |
| Trompete           | 8′      |
| Clairon            | 4′      |
| Bourdon (aus HW)   | 16′     |
| Flöte (aus HW)     | 8′      |
| Holzflöte (aus HW) | 4′      |

- Koppeln: II/I, I/P, II/P
- Spielhilfen: Pleno an und Pleno ab als Tritte
- Bemerkungen: Schleiflade, mechanische Spiel- und Registertraktur